# Tejedora (oficio)
Tejedora es el nombre que se asigna al oficio de tejer a mano de prendas de vestir y otros artículos.
Las tejedoras pueden usar agujas rectas o incluso agujas de croché, entre otras. El oficio de tejedora es artesanal y ancestral, ha sido practicado de generación en generación, en diferentes culturas alrededor del mundo.

## Argentina

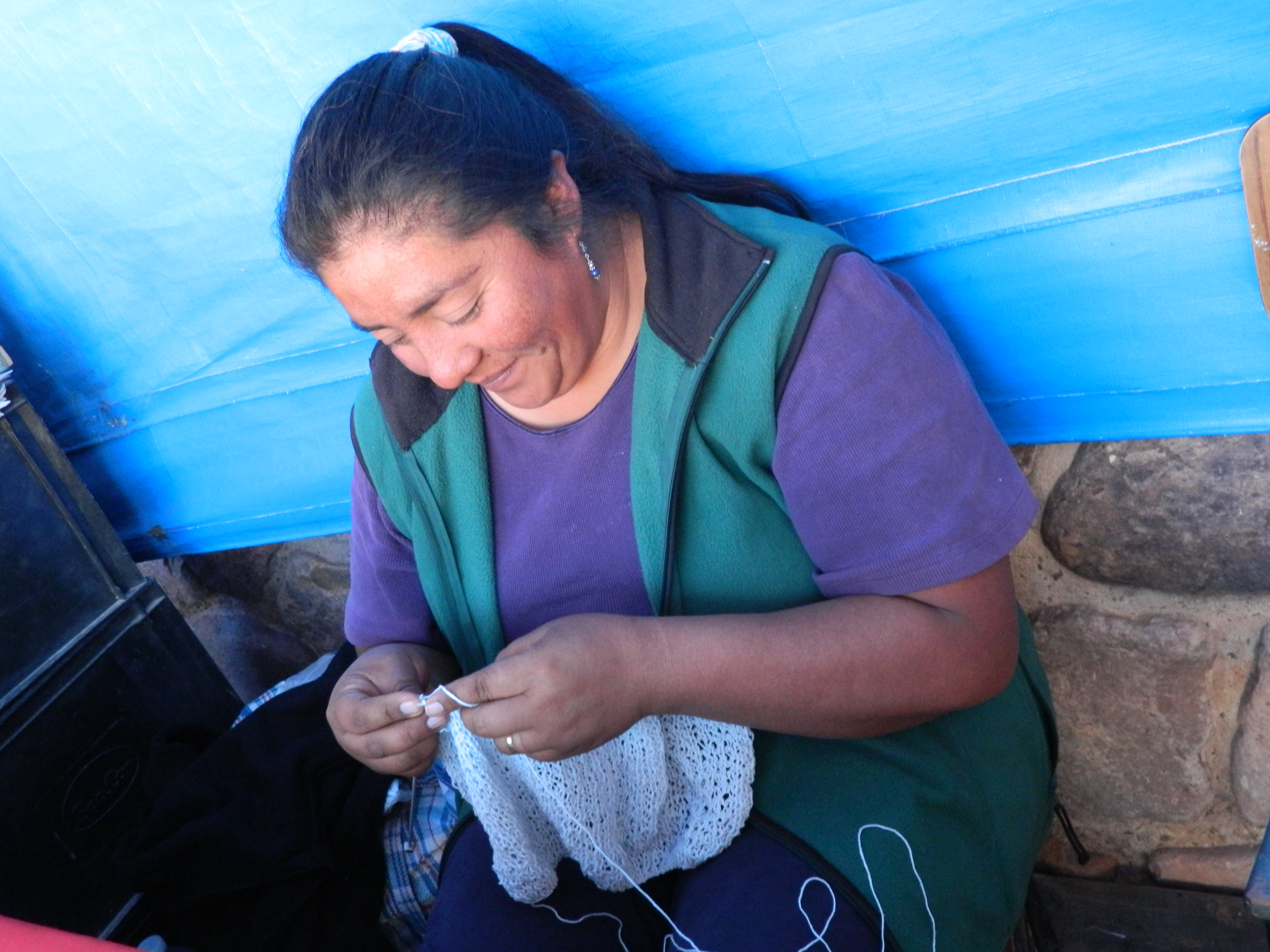
Tejedora en Salta, Argentina

En Argentina se realiza un Encuentro de Tejedoras, en una zona de la región montañosa de Tucumán, organizado por la Universidad Nacional de Tucumán.
En 2024 se estimaba en más de 800 tejedoras en Catamarca, según el censo del Registro Nacional de Artesanos Textiles de Argentina.

## Guatemala
En Guatemala las mujeres se organizan y juntas comenzaron a tejer. Desde 2015 en lugares como la aldea de Pachay a través de la Asociación Tikonel, que agrupa tejedoras locales.

## Uruguay

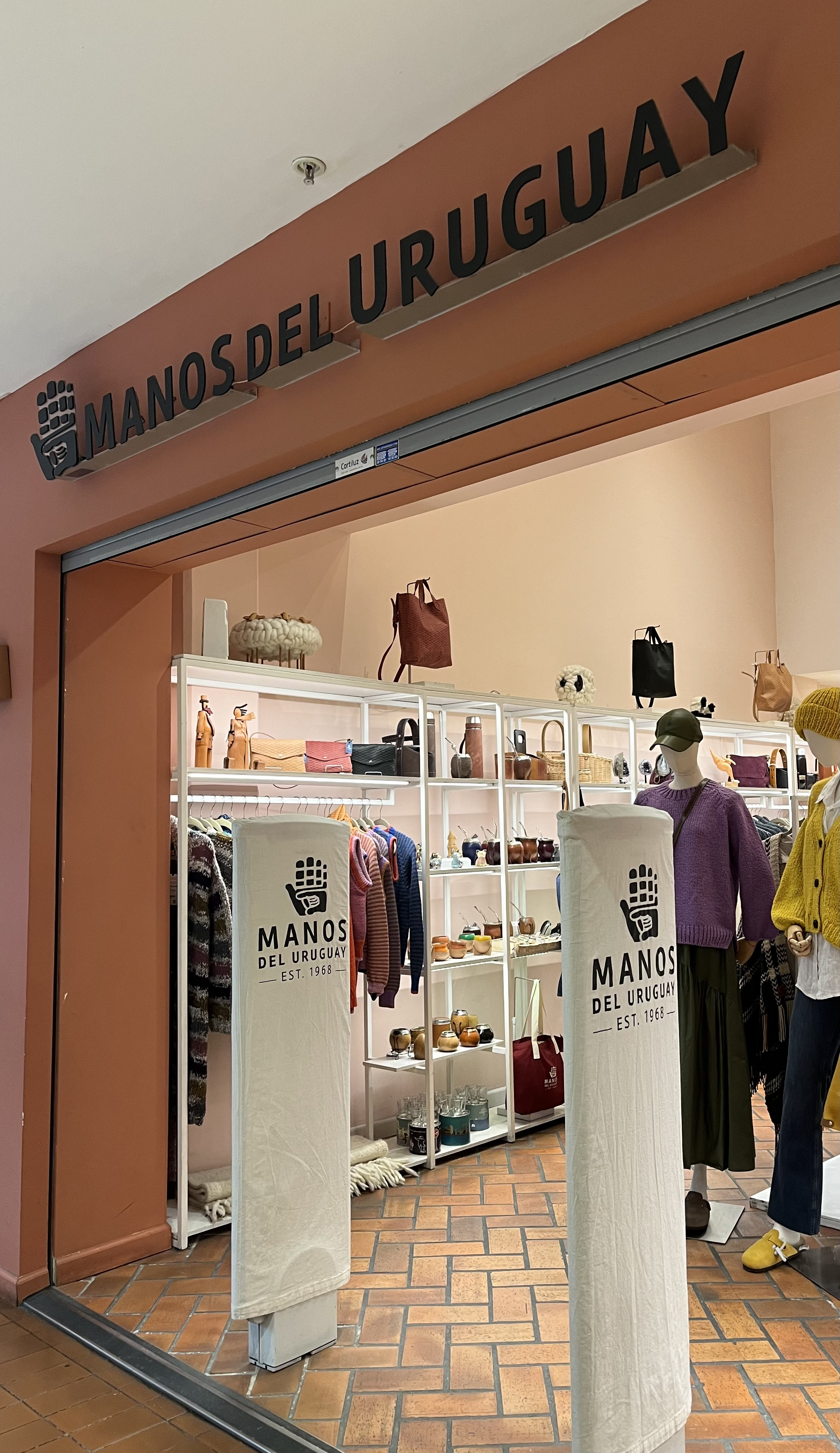
Manos del Uruguay en 2024

En Uruguay desde el siglo XIX, es aprendido de generación en generación por las mujeres en el ámbito familiar, con un tejido de punto a mano utilizando dos agujas rectas, o incluso agujas de croché, convertido lo creado en fuente de ingreso.
Desde 1968, Manos del Uruguay, una organización sin fines de lucro que producen en forma artesanal y que trabaja con tejedoras uruguayas que se encuentran en zonas rurales. Las tejedoras exhiben sus creaciones mundialmente.
En Uruguay se celebra el 13 de julio Día de la Tejedora. En la localidad de Cerro Chato trabajan tejedoras con productos naturales: “sin nada de químicos, sino con lana teñida con yuyos como la marcela, yerba, cáscara de naranja o remolacha; para cuidar el medioambiente”.